# غاستون فيدال
غاستون فيدال (بالفرنسية: Gaston Vidal)‏ هو رياضي وسياسي فرنسي، ولد في 18 أكتوبر 1888 في سانت إتيان في فرنسا، وتوفي في 14 مارس 1949 في باريس في فرنسا. حزبياً، نشط في Republican Socialist Party ‏. وقد انتخب رئيس ‏ Union Fédérale ‏ (1918 – 1919) وانتخب نائب فرنسي.

## روابط خارجية
- غاستون فيدال على موقع أوليمبيديا (الإنجليزية)